# Like Crazy
Like Crazy (bra: Loucamente Apaixonados) é um filme de drama romântico estadunidense de 2011 dirigido por Drake Doremus e estrelado por Anton Yelchin, Felicity Jones, Jennifer Lawrence, e Alex Kingston. Escrito por Drake Doremus e Ben York Jones, o filme é sobre uma estudante de intercâmbio britânica que se apaixona por um estudante americano, apenas para ser separada dele quando ela negou re-entrada nos Estados Unidos depois de problemas burocráticos em seu visto de estudante. O filme, que contou com um diálogo totalmente improvisado, ganhou o Prêmio do Júri do Festival Sundance de Cinema de 2011.

## Enredo
Anna Gardner (Felicity Jones), é uma estudante de intercâmbio britânica que frequenta uma faculdade em Los Angeles, conhece e se apaixona por Jacob Helm (Anton Yelchin), um estudante americano. Após a formatura, Anna decide passar o verão com Jacob em vez de retornar ao Reino Unido, desconhecendo as consequências de ficar mais tempo do que seu visto de estudante, que expirou após sua graduação. Após retornar a Londres para um acoplamento da família, Anna voa de volta a Los Angeles, onde é prendida, negada a entrada, e emitida de volta ao Reino Unido por oficiais da imigração.
O amor do casal pelo outro cresce tenso por sua separação e relacionamento de longa distância. Apesar de seus esforços em apelar a decisão de imigração, é dito a Anna que ela foi proibida de entrar nos Estados Unidos. Enquanto isso, Jacob deixa para trás seu negócio de design bem sucedido e visita Anna em Londres por algumas semanas. Lá, ele descobre que os pais de Anna, Bernard (Oliver Muirhead) e Jackie (Alex Kingston), contrataram um advogado de imigração para tentar obter a proibição levantada. Bernard sugere que casar pode ajudar seus esforços. Jacob está desconfortável com a sugestão, e o casal luta com seus sentimentos.
Depois que Jacob retorna aos Estados Unidos, ele e Anna se separam, e Jacob começa um relacionamento com sua colega, Samantha (Jennifer Lawrence). Anna também tenta encontrar uma nova vida para si mesma, começando a trabalhar como secretária de uma revista, mas ela é incapaz de abandonar seus sentimentos por Jacob. Ela eventualmente telefona-lhe de Londres e diz que eles nunca vão encontrar em outros o que eles encontraram em si, e que eles devem se casar. Logo após, Jacob rompe com Samantha, retorna a Londres e casa-se com Anna em uma cerimónia pequena de registro civil com seus pais como testemunhas-ambos que afirmam que "nunca permitirão qualquer coisa para destruir os sentimentos que nós compartilhamos um ao outro". Com uma separação chorosa, Jacob retorna ao seu negócio em Los Angeles enquanto o casal espera seis meses antes de apelar a proibição do visto de Anna.
Seis meses mais tarde, Jacob voa de volta ao Reino Unido para o apelo, mas é rejeitado. Com seu relacionamento comprometido e nenhuma esperança de resolver a questão do visto, Anna e Jacob começam a lutar uns com os outros por ciúme e frustração. Jacob sai do Reino Unido, e logo ambos estão vendo outras pessoas. Anna eventualmente é promovida no trabalho para a posição de editora - algo que ela queria muito. Sua vida amorosa, no entanto, não é tão positiva ou satisfatória - seu novo namorado Simon (Charlie Bewley) não evoca os mesmos sentimentos nela como Jacob, a quem ela ainda sente falta.
Algum tempo depois, é finalmente oferecido um novo visto para Ana. Ela desiste de seu trabalho, seu atual namorado e seu apartamento, e voa para Los Angeles para Jacob, que a cumprimenta com flores no aeroporto onde eles têm uma reunião estranha. Jacob traz Anna para sua casa, onde ele se junta a ela no chuveiro, e como a água cai sobre eles, eles se lembram lembranças mais felizes que tinham juntos no início de sua relação, que agora se tornaram tensas devido a suas indiscreções durante o tempo despendido.[carece de fontes?]

## Elenco
- Anton Yelchin como Jacob Matthew Helm
- Felicity Jones como Anna Maria Gardner
- Jennifer Lawrence como Samantha
- Charlie Bewley como Simon
- Finola Hughes como Liz
- Oliver Muirhead como Bernard Gardner
- Alex Kingston como Jackie Gardner
- Keeley Hazell como Sabrina
- Chris Messina como Mike Appletree
- Ben York Jones como Ross
- Jamie Thomas King como Elliot

## Inspiração
Like Crazy tem sido descrito como vagamente inspirada nas experiências da vida real de diretor Drake Doremus, e em uma entrevista com sua ex-esposa Desiree Pappenscheller, que nasceu na Áustria, ela afirma que o filme é uma reconstituição do romance e história conjugal de Doremus e Pappenscheller, incluindo seus problemas de imigração dos Estados Unidos.

## Produção
O filme foi rodado com a câmera DSLR Canon EOS 7D, e seu orçamento não superior a $250.000. Produzido por Crispy Films, o filme foi adquirido pela Paramount Vantage e produtora Leituga como uma joint venture. Foi lançado nos Estados Unidos em 28 de outubro de 2011.
Yelchin e Jones foram lançados os papéis principais. Antes das filmagens eles se encontraram em um restaurante mexicano em Los Angeles para conhecer um ao outro. Jones disse a Steven Zeitchik do Los Angeles Times que "Eu me lembro de pensar: 'Eu só espero que ele seja um cara bom'." A dupla então participou de uma sessão de ensaios antes de rodar o filme, que foi feito sem um script.

## Recepção
Like Crazy tem uma classificação de 73% "certificado fresco" no Rotten Tomatoes, os estados de consenso "Ele tem as armadilhas sabiamente de muitos filmes românticos, mas como Like Crazy permite que seus personagens se expressar além do diálogo, a elaboração de um verdadeiro estudo, íntimo". O filme foi o terceiro melhor filme do The Christian Science Monitor de 2011.
Após janeiro de 2012, o lançamento do filme no Reino Unido, Philip French descreveu como "simpático, leve agridoce" e um "menos conscientemente inteligente fusão, menos divertido de Before Sunrise e Before Sunset, estendeu ao longo de quatro ou cinco anos". De acordo com Robbie Collin, "Like Crazy é um filme bem atuado e, obviamente, sincero, e às vezes é também sentimentalista bonito. Infelizmente, qualquer tentativa de apreciar seus encantos não insignificantes é dificultada por um desejo incontrolável de pegar os personagens principais pelos ombros e dar-lhes uma boa sacudida....Doremus tem claramente caído de cabeça para baixo para as técnicas da Nouvelle vague francesa, mas é menos de um romance do que uma paixão. Ele imita o de câmera portátil e improvisado diálogo de À bout de souffle de Godard-exceto, 50 anos depois, essas técnicas têm um efeito muito diferente, perversamente fazer o filme se sentir mais premeditado, menos imediata".

## Principais prêmios e indicações
Festival Sundance de Cinema 2011
- Venceu o prêmio do grande júri de melhor filme e de melhor atriz (Felicity Jones)